# Transition juste

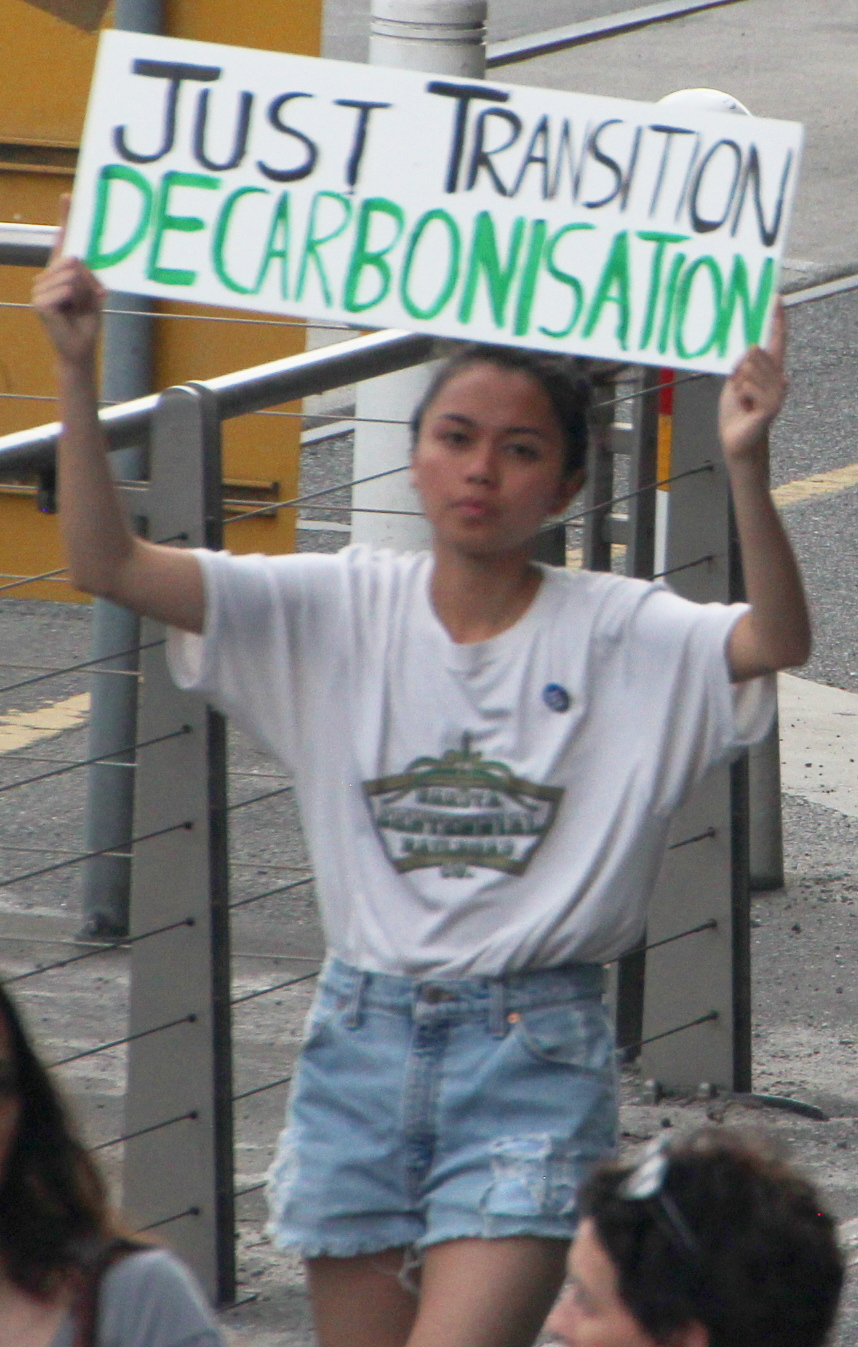
Protestor in Melbourne calling for a just transition

Transition juste est un cadre élaboré par le mouvement syndical pour englober une série d'interventions sociales nécessaires pour garantir les droits et les moyens de subsistance des travailleurs lorsque les économies se tournent vers la production durable, pour lutter contre le changement climatique et protéger la biodiversité. il a été approuvé au niveau international par les gouvernements dans différentes arènes, notamment par l'Organisation internationale du travail (OIT), la convention-cadre de nations unies sur les changements climatiques (CCNUCC) dans l'Accord de Paris, et la conférence sur le climat de Katowice (COP24) et l'Union européenne,,.

## Mécanisme
Pour les syndicats, le terme de transition juste décrit la transition vers une économie résiliente au changement climatique et à faible émission de carbone, qui maximise les avantages de l'action climatique tout en minimisant les difficultés pour les travailleurs et leurs communautés. Selon la Confédération syndicale internationale, les besoins relatifs à une transition juste varient d'un pays à l'autre, mais il existe des politiques générales que les pays doivent adopter, notamment :
- Des investissements judicieux dans des secteurs et des technologies à faibles émissions et riches en emplois. Ces investissements doivent être entrepris en consultant dûment toutes les personnes concernées, en respectant les droits de l'homme et du travail, ainsi que les principes du travail décent.
- Dialogue social et consultation démocratique des partenaires sociaux (syndicats et employeurs) et des autres parties prenantes (c'est-à-dire les communautés).
- La recherche et l'évaluation précoce des impacts sociaux et sur l'emploi des politiques climatiques. La formation et le développement des compétences, qui sont essentiels pour soutenir le déploiement des nouvelles technologies et favoriser les mutations industrielles.
- La protection sociale, ainsi que des politiques actives du marché du travail.
- Des plans de diversification économique locaux qui favorisent le travail décent et assurent la stabilité des communautés pendant la transition. Les communautés ne doivent pas être laissées à elles-mêmes pour gérer les impacts de la transition, car cela ne conduira pas à une répartition équitable des coûts et des bénéfices.

Les objectifs climatiques et les accords mondiaux sur le Changement climatique fixent des normes pour une économie propre. Dans ce processus, des secteurs tels que l'énergie, l'industrie manufacturière, l'agriculture et la sylviculture, qui emploient des millions de travailleurs, doivent se restructurer. On s'inquiète du fait que les périodes de changement structurel économique du passé ont laissé les travailleurs ordinaires, leurs familles et leurs communautés supporter les coûts de la transition vers de nouveaux modes de production de la richesse, ce qui a conduit au chômage, à la pauvreté et à l'exclusion de la classe ouvrière, contrairement aux propriétaires d'entreprises qui peuvent se permettre la transition.
La transition juste répond à cette préoccupation en promouvant des actions durables qui aident les travailleurs. Unir la justice sociale et climatique par le biais d'une transition juste signifie se conformer aux demandes des travailleurs des régions en développement dépendantes du charbon qui n'ont pas d'opportunités d'emploi en dehors du charbon,, ; équité pour les travailleurs des économies émergentes qui demandent leur part du "dividende de l'industrialisation" ; équité pour ceux qui doivent quitter leur maison alors que le niveau de la mer augmente et engloutit les régions côtières et les îles en raison du changement climatique; équité pour les populations touchées par la pollution atmosphérique et les impacts environnementaux plus larges de l'utilisation du charbon.

## Définition et évolution
L'expression "transition juste" a été inventée par les syndicats nord-américains dans les années 1990 pour décrire un système de soutien les travailleurs mis au chômage en raison de politiques de protection de l'environnement. Le concept peut être considéré comme une application écologique de la reconversion économique, qui a été développée dans les années 1980 lorsque les militants anti-guerre ont cherché à créer une coalition avec les travailleurs militants anti-guerre ont cherché à créer une coalition avec les travailleurs militaires et à leur donner un intérêt dans l'économie de la paix.
L'un des premiers partisans de cette idée était Tony Mazzocchi
Au début des années 1990, après la confirmation du réchauffement climatique causé par les combustibles fossiles, Mazzocchi a relancé l'idée, la qualifiant de "Superfund pour les travailleurs" un jeu de mots sur le superfund récemment créé pour le nettoyage des produits toxiques. Le superfund travailleurs fournirait un soutien financier et une possibilité d'enseignement supérieur aux travailleurs déplacés par les politiques de protection l'environnement. Comme le disait Mazzocchi en 1993, "Il existe un superfund pour la saleté. Il devrait y en avoir un pour les trailleurs." Ceux qui travaillent quotidiennement avec des matériaux toxiques afin de fournir au monde l'énergie et les matériaux dont il a besoin "méritent un coup de pouce pour prendre un nouveau départ dans la vie. Plus tard, les écologistes se sont plaints que le mot superfund avait trop de connotations négatives, et le nom du plan a été changé en transition juste. Dans un discours de 1995, Leopold a exposé la proposition de superfund pour les travailleurs/Transition juste. La base de la transition juste est le simple principe d'équité. Aucun trailleur lié aux produits toxiques ne devrait se voir demander de payer une taxe disproportionnée sous la forme de la perte de son emploi pour atteindre les objectifs de la protection de l'environnement. Au contraire, ces coûts devraient être repartis équitablement dans la société.
L'évolution ultérieure du terme est décrite dans un article publié par l'International journal on Labour Research.
En 1998, un militant syndical canadien, Brian Kohler, a publié ce qui allait devenir l'une des premières mentions du concept de transition juste dans  un bulletin syndical. Il s'agissait d'une tentative de concilier les efforts du mouvement syndical pour offrir aux travailleurs des emplois décents et la nécessité de protéger l'environnement. Comme Kohler l'avait clairement déclaré auparavant : "le vrai choix n'est pas l'emploi ou l'environnement. c'est les deux ou aucun des deux".
En dix ans, la perception des défis environnementaux par le mouvement syndical a évolué et avec elle la définition, les limites et la portée de la transition juste nécessaire. Aujourd'hui, la transitons juste peut être comprise comme le cadre conceptuel dans lequel le mouvement syndical saisit les complexités de la transition vers une économie à faible émission de carbone et résiliente au changement climatique, en soulignant les besoins des politiques publiques et en visant à maximiser les avantages et à minimiser les difficultés pour les travailleurs et leurs communautés dans cette transformation.
Dans un document préparé par la Confédération syndicale internationale (CSI), la transition juste est définie comme un outil que le mouvement syndical partage avec la Communauté internationale, visant à faciliter la transition vers une société plus durable et à donner de l'espoir quant à la capacité d'une économie verte à maintenir des emplois et des moyens de subsistance décents pour tous (CSI, 2009b).
Il est important de noter que la transition juste est un mécanisme de soutien à l'action climatique, et non à l'inaction. La transition juste ne s'oppose pas aux politiques environnementales, mais les complète. Cela conforte l'idée que les politiqus environnementales et sociales ne sont pas contradictoires mais, au contraire, peuvent se renforcer mutuellement.
Cette approche du concept de transition juste a été adoptée à l'unanimité lors du 2éme congrès de la CSI, en 2010, lorsque le congrès a déclaré que la transition juste était l'approche pour lutter contre le changement climatique :
- Le congrès s'engage à promouvoir une approche intégrée du développement durable par le biais d'une transition juste où le progrès social, la protection de l'environnement et les besoins économiques s'inscrivent dans un cadre de gouvernance démocratique, où les droits du travail et les autres droits humains sont respectés et où l'égalité des sexes est réalisée (CSI, 2010).

D'autres fédérations syndicales internationales, représentant les travailleurs de secteurs économiques spécifiques, ont rejoint cette approche politique. La Fédération internationale des ouvriers du transport (ITF) a adopté, lors de son congrès 2010, une résolution stipulant que si l'adoption urgente de ces politiques est vitale pour lutter contre le changement climatique, l'ITF et ses affiliés doivent défendre les intérêts des ouvriers du transport en luttant pour que ces politiques soient mises en œuvre de manière à protéger les emplois et à en  créer de nouveaux grâce à un processus de transition juste (ITF 2010). Les fédérations de travailleurs industriels ont également exprimé leurs positions sur la transition juste. La Fédération internationale des syndicats de travailleurs de la Chine, de l'énergie, des mines et des industries diverses (ICEM), par exemple, déclare qu'avec une transition juste, nous pouvons construire un consensus public pour passer à une production plus durable (ICEM 2009).
Le cadre de la transition juste est un ensemble de propositions politiques qui abordent les différents aspects liés à la vulnérabilité des travailleurs et de leurs communautés : incertitudes concernant les impacts sur l'emploi, risques de pertes d'emploi, risques de processus décisionnels non démocratiques, risques de ralentissement économique régional ou local, entre autres.

### Élargissement de l'utilisation

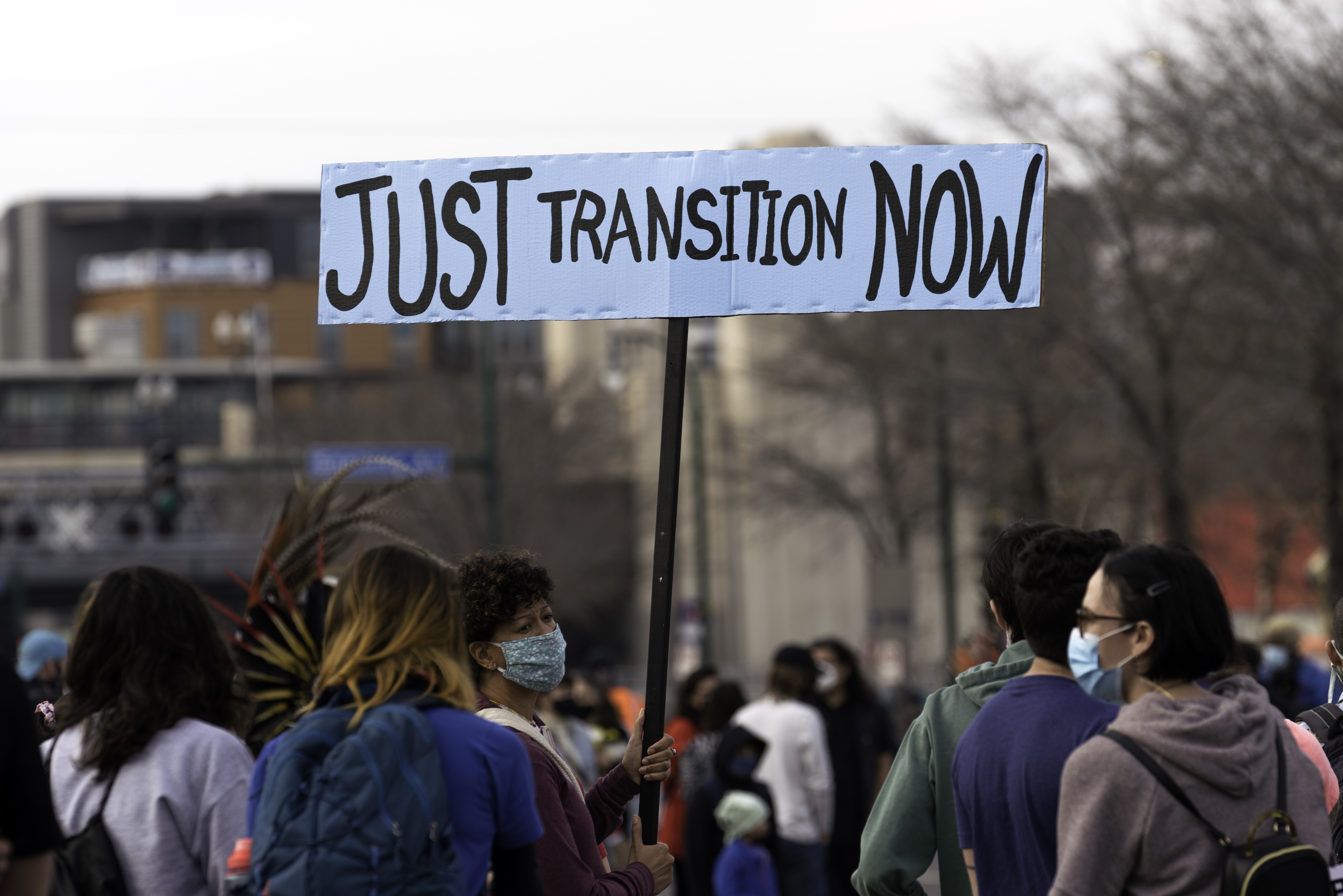
Panneau "Just Transition Now" lors d'un rassemblement sur le climat à Minneapolis, Minnesota.

Au cours des dernières années, un certain nombre d'organisations ont déployé le concept de transition juste en ce qui concerne la justice environnementale et/ou climatique.
Lorsque les syndicats ont commencé à insérer le concept de transition juste dans les négociations de la CCNUCC et dans le mouvement de lutte contre le changement climatique, la transition juste s'est transformée en une poussée délibérée en faveur d'une transition vers des opportunités d'emploi et des économies durables tant sur le plan environnemental que social.
Certains se réfèrent assez étroitement à la composante travail d'une transition juste,, tandis que d'autres  l'ignorent. Dans ce dernier cas, "juste" fait simplement référence à la nécessité de protéger l'environnement en tant que bien public contre les industries privées qui dégradent sa santé à long terme.
Le terme "juste" a également été appliqué aux préoccupations concernant la fin de la guerre et la construction d'une économie en temps de paix.
Le concept de transition juste vers une économie à faible émission de carbone et résiliente au changement climatique a ensuite été utilisé, en particulier par les syndicats, en relation avec la numérisation,,.
Une transition juste à partir du charbon est soutenue par la Banque européenne pour la reconstruction et le développement.

## Réalisations

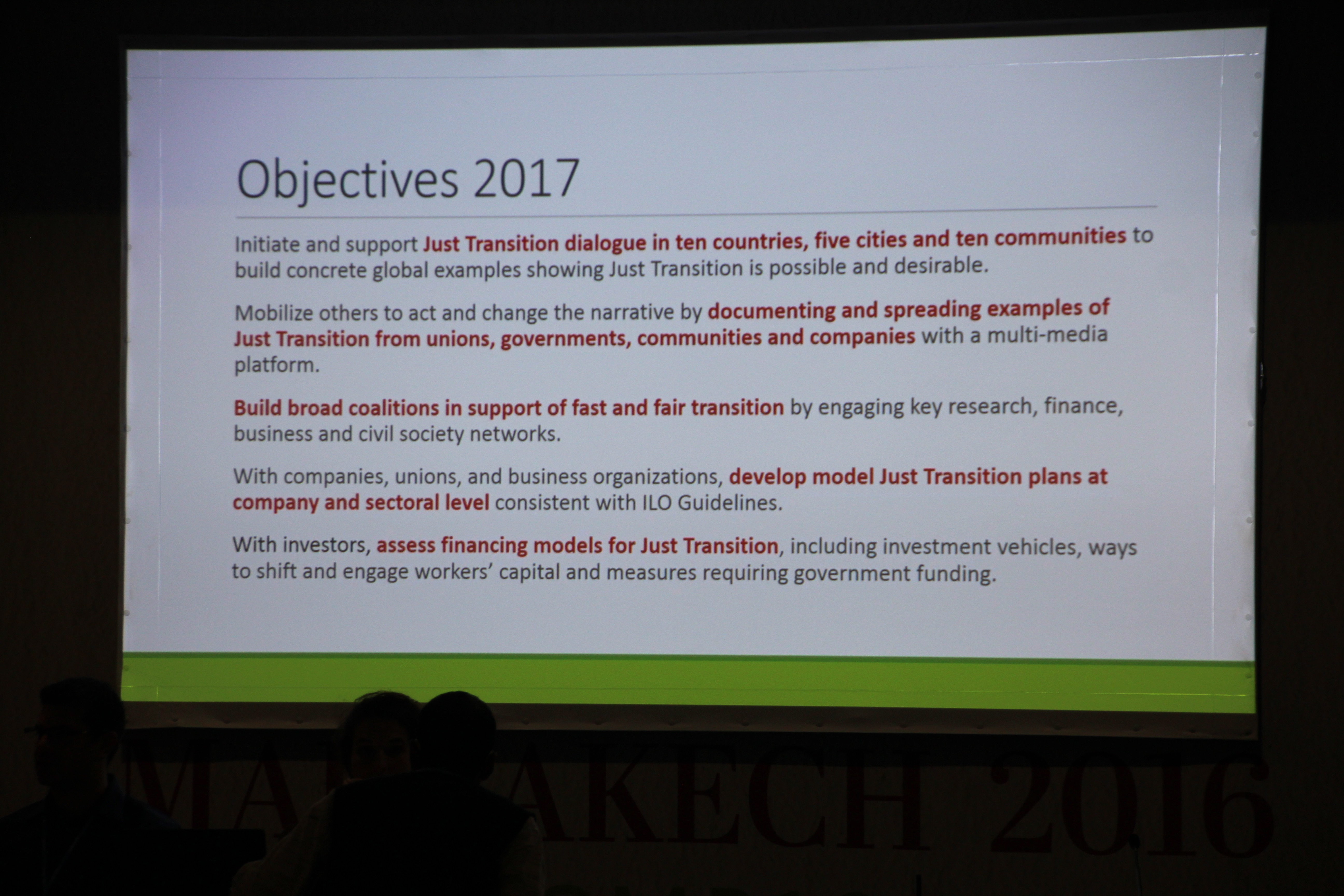
Just transition being discussed at COP22.

En 2015, l'OIT a publié ses principes directeurs pour une transition juste vers des économies et des sociétés écologiquement durables pour tous, y compris les principes directeurs d'une transition juste tels que la nécessité d'un consensus social fort et d'un dialogue social, et l'importance de favoriser la coopération internationale. Ces principes directeurs s'appuient sur les quatre piliers de l'Agenda pour le travail décent de l'OIT, à savoir le dialogue social, la protection sociale, les droits des travailleurs et l'emploi, et soulignent le rôle des travailleurs, des employeurs et du gouvernement en tant que principaux partenaires actifs pour assurer une transition juste. Ce document appelle les gouvernements internationaux à intégrer les principes de la transition juste dans les méthodes permettant d'atteindre les objectifs de  développement durable des Nations unies, à améliorer l'accès aux données sur le marché du trail, à encourager la collaboration entre les ministères nationaux concernés, etc.
En avril 2015, le Rockefeller Family Fund et  l'Appalachian Funders Networdk ont créé le Just Transition Fund pour aider les communautés touchées par l'évolution du secteur du carbon à tirer parti de l'initiative Power du président Obama. Grâce à des investissements directs et à une assistance technique directe, les subventions du Fonds ont permis de diriger près de 24 millions de dollars de fonds fédéraux vers des projets de transition juste.
Lors de la Conférence des Nations unies sur le changement climatique de 2015 à Paris, en France, ou COP 21, les syndicats et les défenseurs de la transition juste ont convaincu les parties d'inclure un langage concernant la transition juste et la création d'emplois décents dans le préambule de l'accord de Paris,,,.
Lors de la Conférence des Nations unies sur le changement climatique de 2018 à Katowice, en Pologne, ou COP 24, les chefs d'État et de gouvernement ont adopté la déclaration de solidarité et de transition juste de la Silésie, soulignant l'importance de la transition juste telle que mentionnée dans l'accord de Paris, les principes directeurs de l'OIT et le programme 2030 des Nations unies pour le développement durable. La déclaration encourage toutes les agences des Nations unies concernées à procéder à sa mise en oeuvre et à prendre en compte la question de la transition juste lors de la rédation et de lamise en oeuvre des contributions déterminées au niveau national, ou CDN, des parties,,.
L'Union européenne a adopté la transition juste comme un élément majeur de son Green Deal européen pour aider les régions dépendantes des combustibles fossiles au sein de l'union européenne à passer à une économie plus verte.
Le Green New Deal propose des mécanismes de transition juste pour les États-Unis.